# Chaenopsis resh
Chaenopsis resh är en fiskart som beskrevs av Robins och Randall, 1965. Chaenopsis resh ingår i släktet Chaenopsis och familjen Chaenopsidae. Inga underarter finns listade i Catalogue of Life.